# Idioma frisón septentrional
El idioma frisón septentrional o frisón del norte (propiamente, Nordfriisk (concesión dialectal); en alemán: Nordfriesische Sprache o Nordfriesisch) es la lengua de los frisones del norte, una de las tres lenguas frisonas que aún existen a día de hoy. Actualmente es una lengua minoritaria de Alemania, hablada por unas 10 000 personas en el distrito de Frisia Septentrional (en el estado de Schleswig-Holstein) y en la isla de Heligoland.
Como lengua frisona, forma parte de la familia de las lenguas anglofrisias, de la rama de las lenguas germánicas occidentales, y comprende una decena de dialectos (con diferencias a veces importantes y, en algunos casos, inteligibilidad mutua limitada) que a su vez se agrupan en un grupo insular y en uno continental.

## Clasificación
Los parientes más cercanos del frisón septentrional (histórica y lingüísticamente) son las otras dos lenguas de la región histórica de Frisia, a saber, el frisón de Saterland —un remanente del frisón oriental—, hablado en el noroeste de la Baja Sajonia (noroeste de Alemania), y el frisón occidental, hablado en el norte de los Países Bajos. Juntos, los tres forman el grupo de las lenguas frisonas.
El inglés también está estrechamente relacionado con el frisón, formando conjuntamente el grupo anglofrisio, en sí parte del una sugerida subrama de las lenguas germánicas occidentales — las lenguas ingaevónicas (o lenguas germánicas del mar del Norte), compartiéndolo con el bajo alemán. Este último se ha desarrollado de manera diferente a partir del sajón antiguo y ha perdido muchas características del grupo ingaevónico.

## Situación
A su vez, desde el punto de vista fonológico, los dialectos de Frisia del Norte se han visto influenciados por el idioma alemán a lo largo de los siglos, y más marcadamente por el alemán estándar en los últimos tiempos, adaptándose lentamente al sistema fonológico alemán. Con un número de hablantes nativos probablemente inferior a 10 000 y un uso decreciente en la parte continental de su área de influencia, la lengua de esta región con sus distintos dialectos está clasificada como lengua en peligro.
Sin embargo, en los últimos años se han redoblado los esfuerzos para su conservación y empleo como lengua viva (lengua que adquiere nuevos hablantes a nivel nativo o bilingüe). A este fin, el frisón está siendo  actualmente enseñado en algunos colegios y guarderías de la región y, desde 2012, se ha podido elegir como asignatura de lengua principal, junto al inglés, en los estudios del Abitur (bachillerato). En colegios de primaria se introduce cada vez más como lengua hablada también cuando la lengua de estudios sigue siendo el alemán. Al mismo tiempo, existen medios de comunicación que transmiten en este idioma, el cual está protegido como lengua minoritaria y se ha convertido en lengua cooficial en el distrito de Frisia Septentrional y en la isla de Heligoland. Su uso y enseñanza están regulados por el Instituto Norfrisón (Nordfriisk Instituut) y es una de las lenguas oficiales del Consejo Frisón.

Por otro lado, existen lugares en el distrito de Frisia Septentrional (continental) donde no se habla frisón en absoluto, incluidos poblados al norte y este de la región (entre otros, en la frontera con Dinamarca). Eso se debe a que las poblaciones de estas localidades en su mayoría no son de ascendencia frisona; muchos de los residentes hablan danés junto al alemán estándar. Aunque el bajo sajón no se habla comúnmente en Frisia Septentrional (el único distrito de Schleswig-Holstein donde eso ocurre), sí que hay personas que pueden comunicarse a cierto nivel en esta lengua.

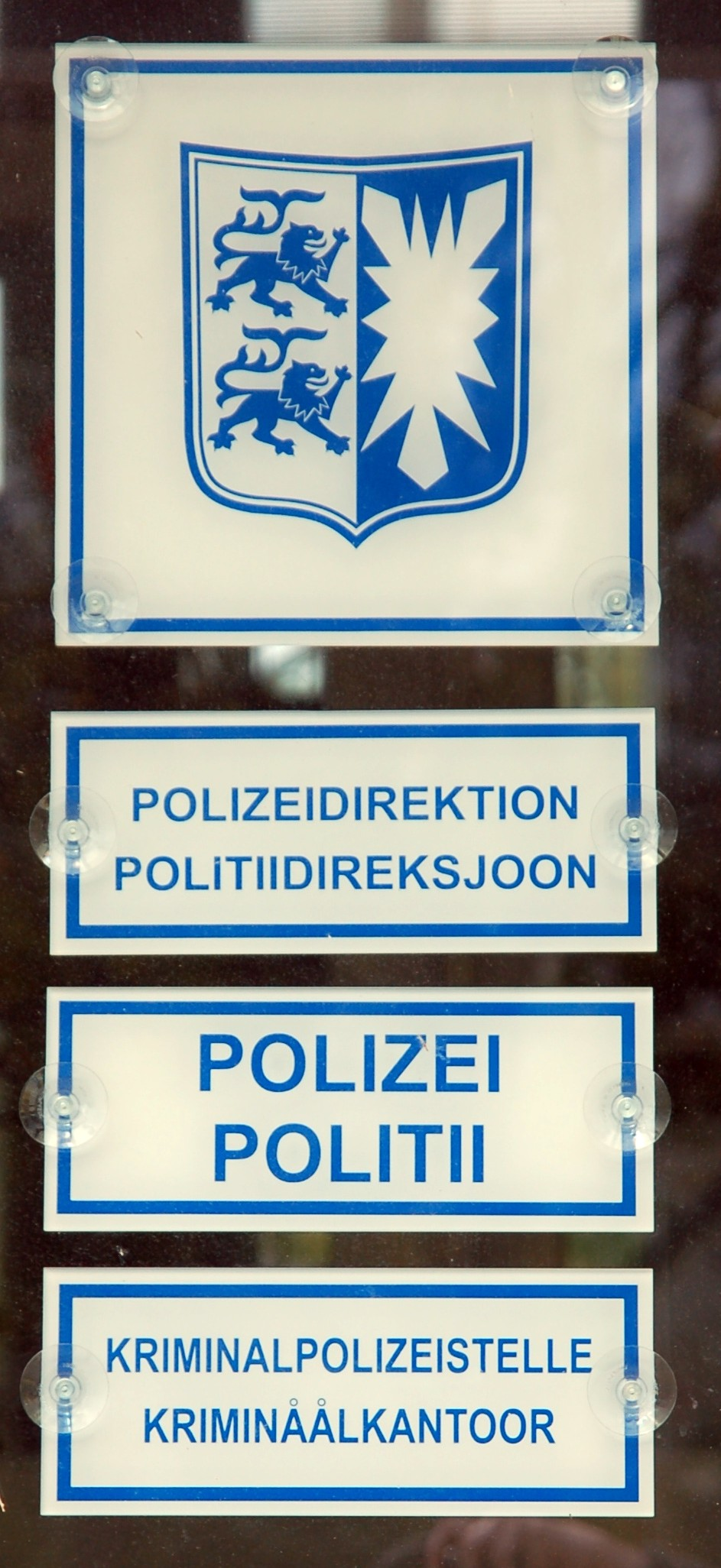
Cartel bilingüe en alemán y frisón del norte, respectivamente, en Husum.

Oficialmente, el número de hablantes de frisón septentrional varía de 8000 a 10 000, pero algunos lingüistas proponen números significativamente más bajos. En 2007, Århammar estimó un total de 5000 hablantes dentro y de 1500 a 2000 hablantes fuera de la Frisia del Norte propiamente dicha. No existen datos fiables en cuanto al número exacto de hablantes.
El frisón del norte es un lenguaje en peligro, en tanto los niños ya no lo aprenden como norma general. En el Libro Rojo de las Lenguas Amenazadas de la UNESCO, el frisón del norte está clasificado como "seriamente amenazado". Las excepciones son algunos pueblos en las islas de Föhr y Amrum, así como el área de Risum-Lindholm. El uso comunitario de la lengua sigue siendo común, sobre todo, en las partes occidentales de Föhr. El número de hablantes en Föhr y Amrum está estimado en alrededor de 3500. Otros dialectos, como el frisón de Karrharde, el frisón de Goesharde Central y el frisón de Halligen tienen mucho menos hablantes y están aún más amenazados (de este último no se sabe con seguridad si sigue siendo hablado).
En Amrum existe una escuela llamada Öömrang Skuul en la que las materias se enseñan en el dialecto local. El fering también se enseña en escuelas de Föhr, y, en el continente, la Risum Skole / Risem Schölj de Risum-Lindholm es una escuela primaria donde se combinan la enseñanza del frisón del norte con la del danés.
Todos los hablantes de frisón septentrional son al menos bilingües (en frisón septentrional y alemán estándar). Muchos son trilingües (en frisón del norte, alemán estándar y bajo alemán) y, especialmente a lo largo de la frontera danesa, el cuadrililingüismo solía ser generalizado (en frisón del norte, alemán estándar, bajo alemán y jutlandés meridional, una variedad del idioma danés).
En Schleswig-Holstein, el frisón septentrional está protegido por la Carta Europea de las Lenguas Minoritarias o Regionales como lengua minoritaria. El 24 de diciembre de 2004 entró en vigor una ley estatal en Schleswig-Holstein que reconoce el frisón del norte como lengua de uso oficial en el distrito de Nordfriesland y en Heligoland.

## Dialectos
Los dialectos del frisón del norte pueden ser clasificados en dos divisiones dialectales principales: continentales e insulares. Entre ambas, suman un número total de 10 dialectos, aunque de algunos no se sabe con exactitud si aún son hablados por las poblaciones locales. Además, existen algunos subdialectos y variedades que forman un continuo dialectal.
La diferencia entre algunos dialectos es tal, que no son del todo mutuamente inteligibles, si bien a veces la lengua hablada es más inteligible entre sus hablantes que la escrita, y en todo caso existen personas que hablan más de un dialecto (sobre todo en el grupo insular). Para atajar el problema cuando se usa el frisón septentrional como una sola lengua cohesiva (por ejemplo, en traducciones de otros idiomas), existe una forma de concesión dialectal impulsada por el Institutuo Norfrisón (aunque raramente regulada), al menos para algunas expresiones, como en el caso del nombre del propio idioma (Nordfriisk), que es una construcción artificial del término que no coincide con ninguna de las formas dialectales. Esta forma se usa en algunas webs oficiales en lengua norfrisona y por el Consejo Frisón, si bien la literatura en esta lengua, cuando no está escrita en una forma más antigua, utiliza una de las formas dialectales. La Wikipedia en lengua norfrisona tiene la particularidad de ofrecer versiones de artículos en varios o todos los dialectos, dejando a discreción de sus editores la versión vinculada al elemento de Wikidata.

### Clasificación
Actualmente, los dialectos del frisón septentrional se distinguen según la siguiente tipología, que ha sido usada desde el comienzo de los estudios lingüísticos en Frisia en el siglo xix:

#### Frisón del norte insular
- Frisón de Sylt (Söl'ring)
- Frisón de Föhr-Amrum (Fering / Öömrang)
- Frisón heligolándico (Halunder)

#### Frisón del norte continental
- Frisón de Wiedingharde
- Frisón de Bökingharde (Mooring)
- Frisón de Karrharde
- Frisón de Goesharde
  - Frisón de Goesharde del Norte
  - Frisón de Goesharde Central
  - Frisón de Goesharde del Sur (extinto desde principios de la década de 1980)
- Frisón de las Halligen (aun tratándose de islas, lingüísticamente se clasifica entre los dialectos continentales)

Los dialectos insulares y continentales difieren claramente entre sí al haber sido moldeados por oleadas distintas de inmigrantes frisones en diferentes siglos. Las islas de Sylt, Föhr y Amrum fueron colonizadas alrededor del año 800, y los frisios se establecieron en el continente sobre el 1100.
También hay varias influencias de las lenguas vecinas en los dialectos. En Sylt, Föhr y Amrum, y en partes del norte del continente, hay una fuerte influencia danesa (del dialecto jutlandés meridional), pero en Heligoland y en el resto de la parte continental del norte de Frisia predomina la influencia del bajo alemán. Además, históricamente ha habido poco intercambio entre los distintos dialectos y, por lo tanto, no pudo desarrollarse una lingua franca, ni hubo un centro cultural en Frisia del Norte gracias al cual uno de esos dialectos pudiese haber tenido un papel destacado en el contexto idiomático.

### Ejemplos
La oración que se muestra a continuación en diversas variantes del frisón septentrional («¡Brilla, vieja Luna, brilla!', gritó Häwelmann, pero la Luna no se veía por ningún lado y las estrellas tampoco; todas se habían acostado ya») está tomada de la obra Der kleine Häwelmann de Theodor Storm.

#### Dialectos insulares
- Söl'ring (dialecto de Sylt)

"Ljucht, ual Muun, ljucht!" skriilt Häwelmann, man di Muun wiar narigen tö sen en uk di Stiaren ek; ja wiar al altermaal tö Bēr gingen.
- Öömrang (dialecto de Amrum)

"Locht, ual muun, locht!" rep Heewelmaan, man a muun wiar nochhuaren tu sen an a stäären uk ei; jo wiar al altermaal tu baad gingen.
- Heligolándico (dialecto de Heligoland)

"Lochte, ool Muun, lochte!" rüp Heäwelman, oawers de Muun wear naarni tu sin'n en uk de Steern ni; dja wear al allemoal tu Baad gingen.

#### Dialectos continentales
- Frisón de Goesharde del Norte

"Jocht, uule moune, jocht!" biilked Hääwelmoon, ors e moune waas närngs to schüns än da steere ok ai; ja weern al aal to beede gingen.
- Frisón de Wiedingharde

"Ljocht, uuile moone, ljocht!" biilked Hääwelmuon, män e moone was näärgen to schüns än uk e steere ai; jä würn al altomoale to beerd gingen.
- Mooring (dialecto de Bökingharde)

"Jucht, üülje moune, jucht!" biiljked Hääwelmoon, ouers e moune wus nargne tu schüns än e stääre uk ai; ja wjarn ål åltumååle tu beed lim.
La siguiente tabla muestra las similitudes y diferencias entre los diversos dialectos.
| Dialecto                      | Padre        | Madre  | Hermana | Hermano |
| ----------------------------- | ------------ | ------ | ------- | ------- |
| Söl'ring                      | Faađer       | Mooter | Sester  | Bröđer  |
| Fering                        | aatj         | mam    | saster  | bruler  |
| Öömrang                       | aatj         | mam    | saster  | bruder  |
| Frisón de las Halligen        | baabe        | mäm    | soster  | bröör   |
| Heligolándico                 | Foor         | Mem    | Söster  | Bruur   |
| Frisón de Wiedingharde        | tääte        | määm   | Söster  | broor   |
| Frisón de Karrharde           | tääte        | mäm    | Söster  | brauder |
| Mooring                       | taatje       | mam    | Söster  | brouder |
| Frisón de Goesharde Central   | ate          | mäm    | Söster  | broor   |
| Frisón de Goesharde del Sur   | fåår, fååðer | mäm    | Söster  | brööðer |
| Frisón de Goesharde del Norte | fååje        | mäm    | soster  | brår    |

### Dialectos extintos

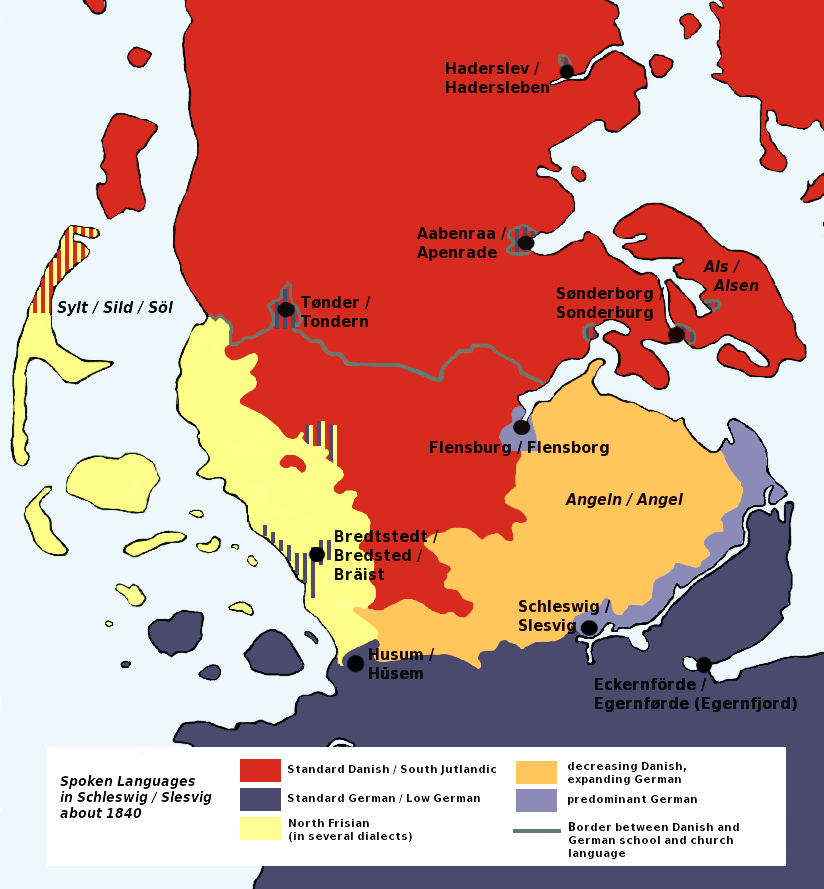
Mapa lingüístico de la región de Schleswig alrededor de 1840. Las áreas en las que predominaba el frisón septentrional están coloreadas de amarillo.

El frisio de Eiderstedt, hablado en la península de Eiderstedt, fue abandonado en favor del bajo alemán durante los siglos XVII y XVIII. En contraste con los condados del norte, Eiderstedt era económicamente fuerte y rico y estaba orientado hacia la zona sureña y bajoalemana de Schleswig-Holstein. Además, hubo una fuerte inmigración holandesa hacia la península durante el siglo XVI.
Una situación similar se dio en la antigua isla de Strand, la cual fue destruida durante la inundación de Burchardi de 1634. La población del remanente oriental de Strand, el moderno Nordstrand, no logró reconstruir los diques regionales por su cuenta. Por ello, muchos hablantes de frisón dejaron su tierra natal en Strand, o no pudieron mantener su idioma nativo frente a los nuevos inmigrantes, de habla holandesa en su mayoría. En Pellworm, el remanente occidental de la isla de Strand, la reparación de los diques se llevó a cabo rápidamente, por lo que el idioma frisón todavía se hablaba en el siglo XVIII, hasta que también desapareció debido a cambios en la composición de la población. El frisón de la antigua Strand era presumiblemente cercano al frisón de las Halligen.
Del mismo modo, cercano al frisón de las Halligen se encontraba el frisón de Wyk, hablado en Wyk auf Föhr hasta que los habitantes de la ciudad lo sustituyeron completamente por el bajo alemán. Se cree que el dialecto de Wyk se desarrolló a partir de los dialectos de inmigrantes procedentes de las islas de Halligen y Strand.
El dialecto más recientemente extinto es el frisón de Goesharde del Sur, que desapareció con la muerte de su último hablante a principios de los años 1980. Otros dialectos continentales también se enfrentan actualmente a la extinción.
En Dinamarca, el frisón del norte se hablaba solo en algunas granjas de pantano, ubicadas directamente en la frontera con Alemania.

### Autodesignación
Debido a la gran cantidad de dialectos, no existe un nombre nativo original para el idioma de Frisia del Norte como tal. Por ejemplo, mientras que los frisones de Wiedingharde y Halligen llaman a su lenguaje freesk, en Bökingharde el lenguaje es conocido como frasch, y en Goesharde es llamado fräisch o freesch. Si bien todos estos nombres se traducen como frisón, los autoglotónimos de los dialectos insulares se refieren al dialecto hablado en cada isla en cuestión. Por ejemplo, mientras que los frisios de Föhr se refieren a su lengua como Fering, su palabra para la lengua frisia en general sería Fresk.
Los frisones del norte finalmente acordaron para su lengua el nombre interdialectal friisk, el cual se corresponde con la palabra frisia para denominar la lengua frisona occidental, frysk. Esta designación se usa hoy principalmente cuando se aborda la colectividad de hablantes de frisón septentrional o en los nombres de instituciones oficiales como el Nordfriisk Instituut, el Friisk Foriining o el Friisk Gesäts. La sección norte del Consejo Interfrisón, sin embargo, ha mantenido el nombre de Frasche Rädj, en dialecto de Bökingharde (Mooring).

## Fonología

### Descripción y contexto fonológico
A pesar de las fuertes diferencias entre dialectos del frisón septentrional, hay algunos rasgos de su fonología que son más o menos comunes a todos ellos. Entre ellos se encuentra la reducción de [ɪ] a [a], la cual está mayormente completa en los dialectos centrales, mientras que aún se sigue pronunciando como [ɛ] o [eː] en los dialectos periféricos. Por ejemplo, la palabra «pez» se traduce en mooring como fasch y en fering-öömrang como fask, pero en söl'ring es traducido como fesk (en bajo alemán, Fisch/Fisk; en danés, fisk; en alemán estándar, Fisch; en neerlandés, vis).
La distribución de la lenición de las plosivas no vocalizadas p, t y k es similar, ya que se han convertido en plosivas vocalizadas e incluso se han convertido parcialmente en fricativas en los dialectos centrales. Esto se puede demostrar a través de la pronunciación del verbo «saber»: waase en mooring, wed en fering-öömrang, weet en söl'ring, wet en heligolándico (witte en frisón occidental, weten en bajo alemán, wissen en alemán estándar).
Los dialectos del frisón del norte se diferencian del alemán estándar moderno por un sistema más diverso de diptongos y consonantes. Todos los dialectos tienen una línea adicional de palatalizaciones, lo que es infrecuente en idiomas germánicos. Hasta hace poco, en el dialecto de Föhr podían aparecer un número adicional de consonantes dentales que cambiaban el significado de una palabra. En general, se puede observar que los dialectos insulares presentan un sistema consonántico relativamente complicado, mientras que los dialectos continentales tienen un sistema de vocales más diversas.
En los últimos tiempos, el sistema fonológico de los dialectos del frisón septentrional está siendo fuertemente influenciado por el alemán estándar y se está adaptando lentamente a su sistema.

### Fonología consonántica
|                   |              | Labial | Alveolar | Alveolar | Postalveolar | Dorsal | Glotal |
| ----------------- | ------------ | ------ | -------- | -------- | ------------ | ------ | ------ |
| Plana             | Palatalizada | Labial |          |          |              |        |        |
| Oclusiva          | Sorda        | p      | t        | tʲ       |              | k      |        |
| Oclusiva          | Sonora       | b      | d        | dʲ       |              | g      |        |
| Fricativa         | Sorda        | f      | s        |          | ʃ            | x      | h      |
| Fricativa         | Sonora       | v      | z        |          |              |        |        |
| Nasal             |              | m      | n        | nʲ       |              | ŋ      |        |
| Vibrante múltiple |              |        | r        |          |              |        |        |
| Aproximante       |              |        | l        | lʲ       |              | j      |        |

- El dialecto de Föhr (variedad de Weesdring) contrasta las consonantes dentales /t̪ , d̪ , s̪ , z̪ , n̪ , l̪ / con las alveolares /t, d, s, z, n, l/.
- /z/ se reemplaza con un sonido no sibilante /ð/ en el dialecto de Sylt.
- La vibrante alveolar múltiple /r/ se reemplaza por la vibrante múltiple uvular /ʀ/ en el dialecto de Bökingharde (Mooring).

### Fonología vocálica
|               | Anterior      | Anterior   | Anterior   | Anterior | Central | Posterior | Posterior |
| no-redondeada | no-redondeada | redondeada | redondeada |          | Central | Posterior | Posterior |
| corta         | larga         | corta      | larga      | corta    | Central | larga     |           |
| ------------- | ------------- | ---------- | ---------- | -------- | ------- | --------- | --------- |
| Cerrada       | i             | i:         |            | y:       |         |           | u:        |
| Casi cerrada  | ɪ             |            | ʏ          |          |         | ʊ         |           |
| Semicerrada   | e             | e:         |            | øː       | ə       |           | oː        |
| Semiabierta   | ɛ             | ɛː         | œ          | œː       |         | ɔ         | ɔː        |
| Abierta       |               | a:         |            |          | a       |           | ɒː        |

|         | Anterior | Anterior | Posterior |
| ------- | -------- | -------- | --------- |
| Cerrada | ia       | ia       | ua, ui    |
| Media   | øi       | øi       | ou        |
| Media   | ɛi       | œi       | ɔi, ɔˑi   |
| Abierta | ai, aˑi  | ai, aˑi  | au, ɒːi   |

- El sonido de triptongo /uai/ solo se da en el dialecto de Föhr.
- Los sonidos /ia/ y /ua/ no se dan en el dialecto de Bökingharde.
- Los sonidos /øi/ y /ɒːi/ solo se dan en el dialecto de Föhr.
- Los sonidos /aˑi/, /œi/, /ɔˑi/ y /ou/ solo se dan en el dialecto de Bökingharde.